# Jupiter Icy Moon Explorer
El JUpiter ICy Moon Explorer (JUICE) és una nau espacial de l'Agència Espacial Europea (ESA) que visitarà el sistema jovià, en particular l'estudi de tres llunes de Júpiter; Ganimedes, Cal·listo, i Europa. Aquests mons es caracteritzen per tenir cossos significants d'aigua líquida sota de les seves superfícies, com a entorns potencialment habitables. La selecció de la missió per al possible llançament en el punt L1 en el marc del programa científic Cosmic Vision de l'ESA va ser anunciat el 2 de maig de 2012. En juliol de 2015, Airbus Defence and Space va ser seleccionat com a Contractista Principal per dissenyar i muntar la sonda. Finalment, el 9 de desembre de 2015, l'ESA i Airbus Defense and Space van signar un contracte de 350 milions d'euros per construir la sonda.
Finalment el 14 d'abril de 2023 es va enlairar des de les instal·lacions de l'ESA a la Guaiana Francesa la missió JUICE, que trigarà 8 anys en arribar al planeta gasós més gran del sistema solar i s'estarà 3 anys més explorant les tres llunes.
JUICE és la primera missió interplanetària a un planeta extern del Sistema Solar que no s'ha llançat pels Estats Units d'Amèrica i la primera també que preveu posar en òrbita una sonda espacial en una altra lluna diferent de la terrestre, concretament Ganimedes. S'espera que arribi a Júpiter al juliol de 2031 després de quatre assistències gravitatòries i vuit anys de viatge. Al desembre de 2034, la nau espacial entrarà en òrbita al voltant de Ganimedes per realitzar la seva missió científica.
El seu període d'operacions se superposarà amb l'Europa Clipper de la NASA, que s'espera llançar l'octubre de 2024.

## Nau espacial
Els principals motors propulsors de la nau espacial estan relacionats amb la seva llarga distància al sol, l'ús d'energia solar i l'entorn amb fortes radiacions de Júpiter. Les insercions en l'òrbita de Júpiter i Ganimedes i el gran nombre de maniobres de sobrevol (més de 25 assistències gravitatòries i dos sobrevols sobre Europa) requereixen que la nau espacial dugui propulsors químics. La capacitat total delta-V de la nau espacial és aproximadament de 2.700 metres per segon.

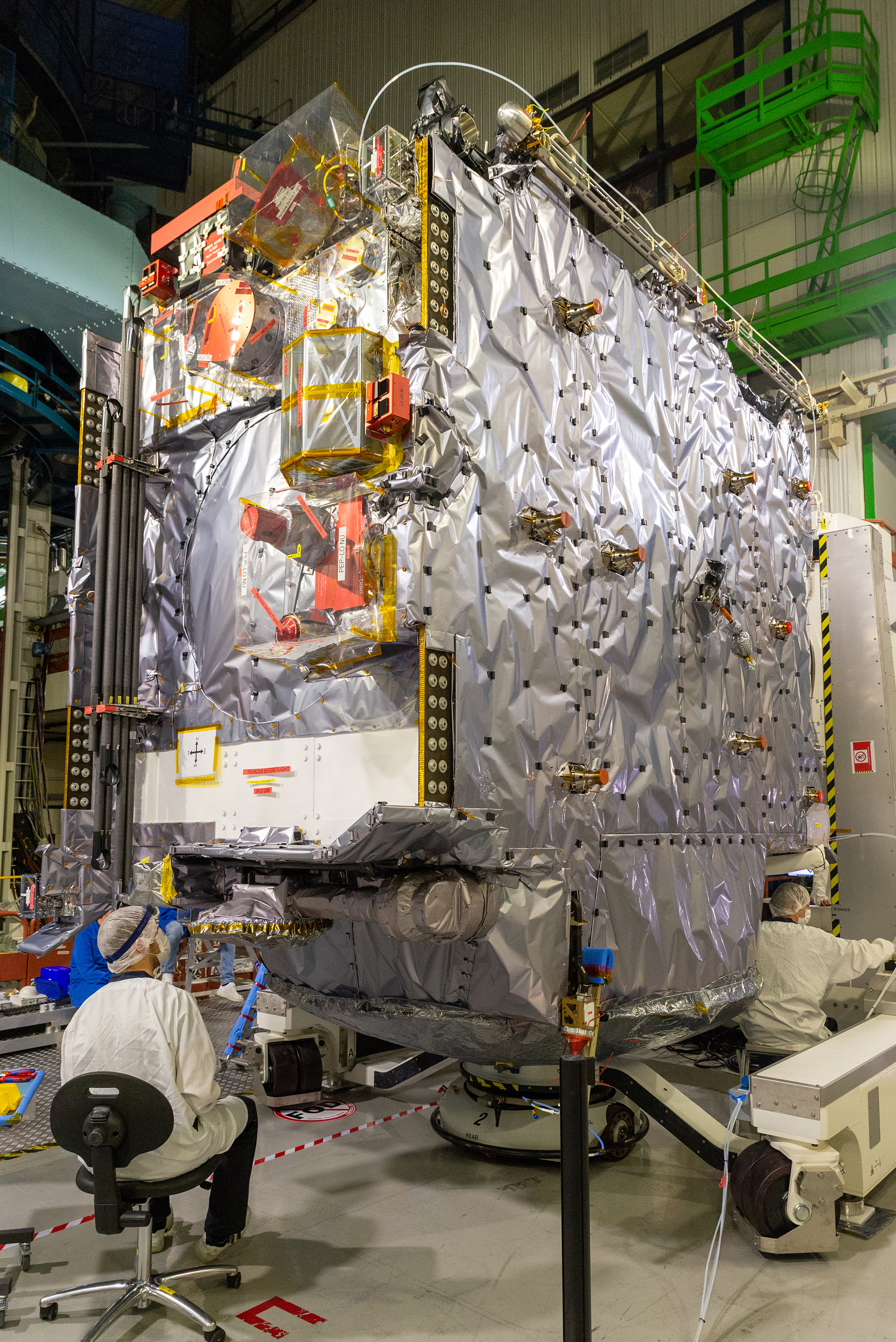
Juice dins les instal·lacions de l'Astrolabi Espacial de Defensa d'Airbus, 2023

Juice té una antena d'alta capacitat de 2,5 metres de diàmetre i una antena de capacitat mitjana. Amb elles, és possible baixar 2 Gb cada dia amb antenes per a l'espai profond situades sobre la superfície terrestre. La seva capacitat d'emmagatzematge de dades abord és d'1.25 Tb.
El motor principal de Juice és un propulsor de 425 Newtons. La nau espacial s'estabilitza en tres eixos mitjançant rodes d'impuls. Un blindatge contra la radiació de Júpiter s'utilitza per protegir els instruments electrònics de bord).
Els instruments científics de la Juice tenen una massa de 280 kg i inclouen, entre d'altres, el sistema de càmeres JANUS, l'espectròmetre d'imarges infraroges i visibles MAJIS, l'espectrògraf d'imatges ultravioletes UVS, la sonda de radar RIME, l'altímetre làser GALA, el magnetòmetre J-MAG, el paquet de plasma i particles PEP, el paquet de ciència de ràdio 3GM i el monitor de radiacions RADEM.

## Objectius científics

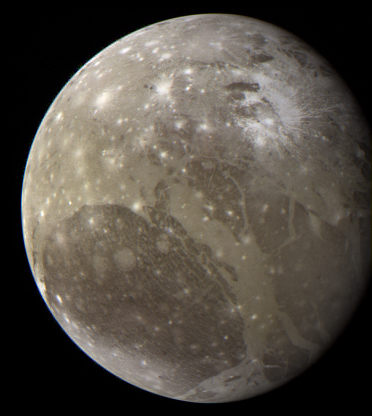
Imatge de Ganimedes presa des de la nau espacial Galileo

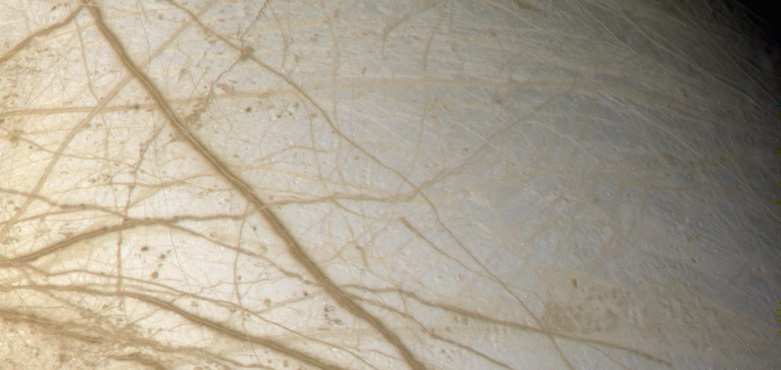
Secció de la superfície gelada de la lluna Europa

L'orbitador JUICE realitzarà detallades investigacions del satèl·lit Ganimedes i avaluarà el seu potencial per allotjar vida. Investigacions dels satèl·lits Europa i Cal·listo completaran la radiografia comparativa d'aquestes llunes galileanes. Es creu que les tres llunes contenen oceans d'aigua líquida en el seu interior, i això és un tema central per entendre l'habitabilitat dels mons gelats.
Els principals objectius científics per Ganimedes i, en menor dimensió per Cal·listo, són els següents:
- Caracterització de les capes oceàniques i detecció de possibles reserves d'aigua sota la superfície.
- Cartografia compositiva, geològica i topogràfica de la superfície.
- Estudi de les propietats físiques de les crostes gelades.
- Caracterització de la distribució de la massa interna i de la dinàmica i evolució del seu interior.
- Investigació de la tènue atmosfera de Ganimedes.
- Estudi del camp magnètic intrínsec de Ganimedes i llurs interaccions amb la magnetosfera de Júpiter.

A Europa, el focus es concentra en l'estudi de la química essencial per a la vida, incloent molècules orgàniques, i en entendre la formació de trets superficials i la composició del material que no es troba en forma de gel d'aigua. Addicionalment, JUICE subministrarà el primer sondeig del subsol de la lluna, incloent la primera determinació del gruix mínim de la crosta gelada sobre les regions més recentment volcàniques.
Observacions més distants en l'espai seran dutes a terme amb relació a diversos petits satèl·lits irregulars i Io, la lluna més activa des d'un punt de vista volcànic.

## Instruments
Instruments nocionals:
- Narrow Angle Camera (NAC)
- Wide Angle Camera (WAC)
- Visible Infrared Hyperspectral Imaging Spectrometer (VIRHIS)
- UV Imaging Spectrometer (UVIS)
- Sub-mm Wave Instrument (SWI)
- Laser Altimeter (LA)
- Ice Penetrating Radar (IPR)
- Radio Science Instrument (JRST+USO)
- Magnetometer (MAG)
- Radio and Plasma Wave Instr. (RPWI)
- Particle and Plasma Instrument - Ion Neutral Mass Spectr. (PPI-INMS)